# Atakunmosa West
Atakunmosa West è una delle trenta aree di governo locale (local government area) in cui è suddiviso lo stato di Osun, in Nigeria.
Estesa su una superficie di 577 km², conta una popolazione di 68 643 abitanti.